# NGC 201
NGC 201 (ook wel HGC 7C, GC 102 of MCG +00-02-115) is een balkspiraalstelsel in het sterrenbeeld walvis.
NGC 201 werd op 28 december 1790 ontdekt door de Duits-Britse astronoom Friedrich Wilhelm Herschel.

## Synoniemen
- GC 102
- IRAS 00370+0035
- H 3.873
- h 43
- HCG 7C
- MCG +00-02-115
- PGC 2388
- UGC 419
- ZWG 383.59